# 科拉莉·贝特朗
科拉莉·贝特朗（法語：Coralie Bertrand，1994年4月10日—），法国女子橄榄球运动员。她曾代表法国七人制国家队参加2020年夏季奥林匹克运动会七人制橄榄球比赛，获得一枚银牌。